# Castelguidone
Castelguidone (Lu Cuastìlle in abruzzese) è un comune italiano di 279 abitanti della provincia di Chieti in Abruzzo. Fa parte della Comunità montana Alto Vastese.

## Storia
Le origini del paese non sono certe per carenza di documenti, ma molti studiosi propendono per il periodo altomedievale. La prima menzione del paese è del XIV secolo quando viene chiamata Castrum Guidonum. nel periodo baronale aveva una funzione di controllo sulla vallata sottostante. Nella zona sono state ritrovate delle colonne ed una testa di bronzo conservata al Museo della Biblioteca Nazionale di Parigi. Le notizie del castello sono quasi del tutto inesistenti.

### Simboli
Lo stemma del comune di Castelguidone è stato concesso con decreto del presidente della Repubblica del 29 ottobre 1997.
(D.P.R. 29 ottobre 1997)
Il gonfalone è un drappo di bianco.

## Monumenti e luoghi d'interesse
Borgo fortificato
Il primo impianto risale al XV secolo, ma secondo Furlani risale al X-XI secolo. Dei resti delle mura sono reperibili in porticati e sotto-portici. Dei ruderi delle mura erano visibili nei pressi della parrocchia ancora nel 1903. Altri ruderi si possono ammirare nella Casa Lutio (o ex palazzo baronale), nei ruderi del Palazzo Prinetti e nel Palazzo Lucente. Altre zone degne di nota sono la zona ad est dei suddetti palazzi e dell'ex chiesa di Santa Maria della Stella, ove è stato ricostruito un edificio sacro, e la zona di Via Roma dove si svolge il percorso professionale urbano nonché la via parallela di Via Umberto I.
Chiesa di Santa Maria della Stella
È sita in piazza del plebiscito. Il primo impianto è antecedente al XV secolo. Nel 1903 erano annesso all'edificio dei ruderi delle mura. Nella metà del XX secolo è stata demolita perché pericolante. La chiesa antica era a tre navate, con volta a botte ed aveva delle cappelle dedicate a San Nicola, San Vito, San Rocco, Santa Maria della Stella ed al Purgatorio. La demolizione ha distrutto l'organo, le porte lignee, i confessionali ed il fonte battesimale. Nella chiesa attuale sono conservati, tra l'altro, degli arredi lignei, dipinti e dei reliquiari. Nella chiesa è venerato il corpo di santa Clementina patrona della località.
Colonnato
È stato rinvenuto nel 1953 in località Mandrile e conservato nel municipio. Risale al III-I secolo a.C. Alcuni reperti scambiati di epoca giulio-claudia sono stati venduti. I primi scavi sistematici iniziarono nel 1972 che portarono alla luce un porticato ed una colonna dei quali si ipotizzò che fossero parti di una chiesa. Del 1995 è l'ipotesi che le colonne furono utilizzate per l'edificazione di una chiesa. La zona fu interessata da abitazioni, come dimostrano dei reperti archeologici in ceramica, dal IV al X secolo. Il colonnato è in stile ellenistico ed è composto di quattro capitelli in dorici alte 3,45 metri in pietra calcarea fossilifera. I rocchi delle colonne non sono rifiniti.
Fontana municipale
È sita nel centro storico. Risale ad un periodo antecedente al XVIII secolo. L'iscrizione della fontana riferisce che è stata realizzata dagli scalpellini locali Pietro Sigismondi ed Adamo Meo. Opere manutentive sono del 1824 e del 1827 ad opera dei fontanari Nicola Marinelli di Trivento e Nicola Fondi di Pescopennataro; altri interventi forse sono riferibili ad una vecchia fontana sita un po' più a valle. La fontana, in seguito, è stata ricostruita a fianco ad una colonna in pietra con una croce in ferro. La fontana è realizzata in pietra. La base è a pozzo circolare che circoscrive un elemento centrale che ricorda un tempietto. Degli elementi metallici sono ammirabili nei mascheroni e nella croce sita nella parte superiore.
Chiesa di San Vito
È una piccola chiesa che sorge sul Colle San Vito

## Società

### Evoluzione demografica
Abitanti censiti

## Cultura

### Eventi[17]
- Festa di San Vito (giugno)
- Festa di Santa Clementina (ultimo fine settimana di settembre)

## Amministrazione
| Periodo         | Periodo         | Primo cittadino    | Partito                         | Carica                  | Note          |
| --------------- | --------------- | ------------------ | ------------------------------- | ----------------------- | ------------- |
| 23 aprile 1995  | 13 giugno 2004  | Roberto Di Stefano | Lista Civica di Centro-sinistra | Sindaco                 | [ 18 ] [ 19 ] |
| 14 giugno 2004  | 30 gennaio 2007 | Mario Cicchillitti | Lista Civica                    | Sindaco                 | [ 20 ]        |
| 31 gennaio 2007 | 27 maggio 2007  | Giovanni Giove     |                                 | Commissario Prefettizio | [ 21 ]        |
| 28 maggio 2007  | 6 maggio 2012   | Mario Cicchillitti | Lista Civica                    | Sindaco                 | [ 22 ]        |
| 7 maggio 2012   | 13 Giugno 2022  | Donato Sabatino    | Lista Civica Alternativa        | Sindaco                 | [ 1 ]         |